# Laia (pel·lícula de 1970)
Laia és una pel·lícula catalana basada en l'obra de Salvador Espriu Laia, escrita l'any 1923. La pel·lícula va ser rodada l'any 1970 per Vicent Lluch i Tamarit. Ha estat doblada al català. L'any 2016 Televisió de Catalunya va tornar a filmar la pel·lícula i va ser dirigida per Lluís Danés.

## Argument
Una infantesa desgraciada marca l'existència de Laia. As seu voltant giren tres homes en una ronda de passió i de mort. Només la tendresa que concentra en el seu fill únic i el desig d'ésser una dona normal remouen el seu esperit immòbil de dura aparença. La pèrdua del seu fill, però, fa encara més amarg el seu caràcter, sobre el qual rellisquen tant la brutalitat del seu marit com la passió i l'amor pur dels altres homes.

## Guió
El director va adaptar una de les escasses novel·les d'Espriu, la prosa del qual, d'una poètica molt personal, resulta un material de complicada transposició a un altre mitjà. Lluch va cercar la màxima fidelitat al text utilitzant els actors com a peces realistes i simbòliques alhora per a construir un món que gira al voltant de Laia. Fa el retrat d'una dona insatisfeta i rebel, que se sap diferent, i el construeix sobre la personalitat de Núria Espert i amb recursos cinematogràfics (flashback, veu en off, escenes evocadores, barreja de poesia i realisme) per donar-li un tractament estètic personal i diferent del de la novel·la. El film que va ser molt apreciat a Catalunya, no va tenir èxit a l'Estat espanyol, si bé va gaudir d'una estimable difusió a través de festivals estrangers i va representar el setè títol en català que es va poder estrenar durant el franquisme. A més, cal destacar la col·laboració de Maria Aurèlia Capmany i Jaume Vidal Alcover com a assessors del guió de la pel·lícula.

## Interpretació
- Núria Espert (Laia)
- Francisco Rabal (Quelot)
- Daniel Martín (Esteve)
- Julieta Serrano (Paulina)
- Manuel Ortero (Anton)
- Alícia Moreno Espert (Laia nena)
- Benito Rabal Balaguer (Quelot nen)
- Maria Bassó (Caterina)
- Sílvia Aragón (Anneta)
- Josefina Tàpias (Dolors Batie)
- Nadala Batiste (Narcisa Mus)
- Elisenda Ribas (Coixa Fita)